# Charlotte Brontë
Charlotte Brontë, angleška romanopiska in pesnica * 21. april 1816, Thornton, grofija Yorkshire, Anglija,  †  31. marec 1855, Haworth, Yorkshire, Anglija. Njen najbolj znan roman je Jane Eyre /ɛər/.

## Življenje

### Otroštvo
Rodila se je v družini anglikanskega duhovnika. Po preselitivi družine v Haworth so njena mama in najstarejši sestri umrle. Tako je oče moral sam skrbeti za preostale štiri otroke, hčerke Charlotte, Emily in Anne ter sina Branwella. Pri vzgoji mu je pomagala teta, ki se je iz Cornwalla preselila k družini Brontë.
Leta 1824 sta Charlotte in Emily obiskovali dekliško šolo v Cowan Bridgeu, kjer sta živeli v pomanjkanju in ob fizičnem nasilju. Charlotte šolo opisuje v romanu Jane Eyre pod imenom Lowood Institution. 
Leta 1825 sta se Charlotte in Emily vrnili domov. Brontëjevi otroci so čas preživljali ob učenju, igranju, pisanju in pripovedovanju romantičnih zgodb.
Leta 1831 je Charlotte odšla v šolo v Roe Head, kjer je stkala trdna prijateljstva in do smrti ostala v stikih z Ellen Nussey. Njuna korespondenca je pripomogla k našemu današnjemu poznavanju Charlottinega življenja. 

### Odrasla leta
Leta 1832 se je vrnila domov in poučevala svoje sestre, čez tri leta pa se je vrnila v Roe Head kot učiteljica, da bi izboljšala družbeni položaj svoje revne družine; s plačo je podpirala tudi brata umetnika. Vendar pa ji služba učiteljice ni ugajala, zapadla je v melanholijo in leta 1838 službo zapustila.
Leta 1839 je zavrnila snubitev duhovnika Henryja Nusseya, brata prijateljice Ellen, čez nekaj mesecev pa jo je poskusil zasnubiti še en mlad duhovnik. V tem letu je Charlotte pri družini White v Rawdonu delala kot guvernanta, da bi odplačala dolgove brata, ki je zašel v alkoholizem in omamo z opijem.
Sestre Brontë so s tetino pomočjo ustanovile svojo lastno šolo. 1842 sta Charlotte in Emily odpotovali v Bruselj na tečaj francoskega in nemškega jezika. Njuno nadarjenost je opazil učitelj Constantin Héger. Po kratkem obisku doma zaradi tetine smrti se je Charlotte vrnila v Bruselj in se zaposlila na Hégerjevi šoli. V Bruslju je bila osamljena in domotožna. Navezala se je na Hégerja in se soočala z ljubosumjem njegove žene. Pisma, ki mu jih je pošiljala po vrnitvi domov leta 1844, namigujejo na to, da je do njega gojila romantična čustva, ki jih je on skušal zatreti. V Haworthu so sestre odprle svoj internat, ki pa ni dobil dovolj gojencev. 
Leta 1845 je Charlotte našla pesmi sestre Emily. Naslednje leto so sestre na svoje stroške izdale skupno zbirko Poems by Currer, Ellis and Acton Bell. Moške psevdonime so izbrale, da ne bi škodovale prodaji knjige. Kljub temu so prodale le dva izvoda. Odslej so poskušale izdati svoja dela individualno. Charlotte je zaman iskala založnika za roman The Professor, bila pa je uspešna z Jane Eyre leta 1847.
Med pisanjem romana Shirley leta 1848 je umrl brat Branwell, decembra istega leta je umrla Emily, maja leta 1849 pa je umrla tudi Anne, tako da je roman dokončala in izdala šele jeseni 1849. V naslednjih letih je večkrat odpotovala v London, kjer je spoznala mnogo vplivnih in uspešnih prijateljev, kot so William Makepeace Thackeray, George Richmond, Harriet Martineau  in Elizabeth Gaskell. Slednja je po Charlottini smrti izdala njeno biografijo.
Leta 1851 je Charlotte zavrnila snubitev Jamesa Taylorja, ki je bil zaposlen pri založniški hiši, kjer so izhajala njena dela. 
Charlottin četrti in edini uspešni snubec je bil Arthur Bell Nicholls, Irec, ki je pri njenem očetu delal kot kurat. Zaradi Nichollsovega slabega finančnega stanja je bil oče sprva proti poroki. Poročila sta se 29. junija 1854 v Haworthu, medene tedne sta preživela na Irskem. Po vrnitvi se je lotila novega romana Emma, ki pa ga ni dokončala, ker je zaradi komplikacij med nosečnostjo umrla.

## Dela

### The Professor
Roman je napisala leta 1847, vendar je bil izdan šele leta 1857, dve leti po njeni smrti. Zgodba ima prvoosebnega pripovedovalca in je napisana iz perspektive mladega angleškega učitelja Williama Crimswortha, ki v Bruslju poučuje angleščino. Roman temelji na Charlottinih lastnih izkušnjah iz časa, ki ga je preživela v Belgiji, lik Williama pa je navdihnilo njeno razmerje s Constantinom Hégerjem. 

### Jane EyrealiSirota iz Lowooda
Roman je bil izdan leta 1847, pri nas pa se pojavlja tako pod naslovom Jane Eyre kot tudi Sirota iz Lowooda. Zgodbo pripoveduje sirota Jane Eyre, ki postane guvernanta in se zaljubi v svojega delodajalca, gospoda Rochestra. Na dan njune poroke Jane izve, da je Rochester že poročen in da ima svojo noro ženo zaprto na podstrešju. Jane ga zato zapusti in se zaposli kot ravnateljica v vaški šoli. Čez nekaj časa izve, da je Rochesterjeva žena umrla v požaru, ki ga je zanetila sama. Rochester jo je poskušal rešiti iz zubljev in pri tem oslepel. Jane in Rochester se ponovno snideta in se poročita.
Roman vsebuje avtobiografske elemente, saj Janine izkušnje v Lowoodu temeljijo na pisateljičinih izkušnjah v internatu v Cowan Bridgeu. Slog pisanja velja za inovativnega zaradi ženske prvoosebne pripovedovalke in druženja značilnosti romantike, naturalizma in gotske melodrame.
Knjigo sta v slovenščino prevedla France Borko in Ivan Dolenc leta 1955 (COBISS). Zatem se je zvrstilo še nekaj prevodov:
- 1970.  Sirota iz Lowooda, prevedla Božena Legiša-Velikonja (COBISS). Prevod je bil ponovno izdan leta 1974 in 1975, v izdaji iz leta 1980 pa se pojavijo še ilustracije Karla Zelenka.
- 1991. Jane Eyre, prevedla in spremno besedo napisala Božena Legiša-Velikonja (COBISS).
- 2017. Jane Eyre, prevedla Mojca Mihelič. Kratka proza, prirejeno za šolske otroke. (COBISS)

### Shirley
Shirley je družbeni roman, ki opisuje razmere v Yorkshiru v času ekonomske krize med letoma 1811 in 1812.  Zgodba je napisana iz perspektive tretjeosebnega pripovedovalca, ki ji bralci niso bili naklonjeni, zato knjiga ni dosegla takšnega uspeha kot Jane Eyre. Roman pa je bil vseeno dovolj priljubljen, da je zaradi njega vse več staršev svoje hčerke poimenovalo Shirley – pred izidom knjige je bilo ime Shirley redko in v večji meri fantovsko.
V slovenščino ga je 1978 prevedla Rapa Šuklje, verze je prevedel Marjan Strojan (COBISS).

### Villette
Villette (1853) temelji na Charlottinih izkušnjah v Bruslju in je podoben romanu The Professor – Brontëjeva je namreč zgodbo iz svoje neuspešne knjige le preoblikovala. Vrnila se je k prvoosebnemu pripovedovalcu, zgodba se odvija v izmišljenem belgijskem mestecu Villette.
Roman je leta 1965 v slovenščino prevedla Rapa Šuklje, ilustrirala ga je Nora Lavrin (COBISS). Ponatisnjen je bil leta 1970 in 1977.

## Charlotte Brontë in Slovenci
Na Slovenskem je bila Brontëjeva prvič omenjena leta 1877. Takrat se je pojavila dramatizacija romana Jane Eyre pod naslovom Lowoodska sirota. Avtorica drame je bila Charlotte Birch-Pfeiffer. To delo je vplivalo tudi na nadaljnje prevajanje naslova Jane Eyre s Sirota iz Lowooda. V časopisih na Slovenskem se je ime Charlotte Brontë prvič pojavilo leta 1893 v nemškem časniku Laibacher Zeitung. V slovenščini pa se je Brontëjeva prvič pojavila leta 1899 v Slovenki.